# نظام النافذة دبليو
نظام النافذة دبليو (بالإنجليزية: W Window System)‏ (أو ببساطة دبليو «W»)، هو نظام نوافذ ‏ رُسوميِّ مُتوقِّف.

## التاريخ
طُوِّر النظام في الأصل في جامعة ستانفورد بواسطة بول آسينتي وبرايان ريد لنظام التشغيل «ڤي». في عام 1983، قام بول آسينتي وكريس كينت بتحويل النظام إلى يونكس على في إس 100 [الإنجليزية]، مع منح نسخة مِنهُ للعاملين في مُختبرات معهد ماساتشوستس للتكنولوجيا لعلوم الحاسوب.

## نظام النافذة إكس
تمَّ تصميم نظام النافذة إكس، عن طريق إعادة كتابة «نظام النافذة دبليو»، وقد أطُلِقَ الإصدار الأوَّل مِن نظام النافذة إكس في 19 يونيو 1984.

## انظُر أيضًا
- تاريخ البرمجيات الحرة والمفتوحة المصدر